# Arno Wolle
Arno Wolle (født 24. februar 1903 i København, Danmark, død 2. juli 1988 i Newtown Mount Kennedy i County Wicklow, Irland) var var en dansk naturopat (naturlæge) og matematiker. Arno Wolle arbejdede som matematiker både i det danske forsvarsministerium og i finansministeriet.
Han blev kendt pga. de urteblandinger han udviklede.
Som meget belæst indenfor naturopati (f.x. urtemedicin) beskæftigede Arno Wolle sig hele sit live med lægeplanter og deres anvendelse.
Han udviklede langt over 100 urteblandinger, som blev distribueret (i Danmark) via materialister og helsekostforretninger.
Arno Wolle var i Danmark en kendt naturlæge.
Medierne berettede gentagende gange både om hans person og hans virke. En svensk avis kaldte ham ‚nordens urtekonge‘. I 1977 kom en sang om
Arno Wolle og hans ’Volle 69’ på Dansktoppen.
Den behandling, der var populær blandt hans patienter, fandt ingen videnskabelig anerkendelse i hans levetid.